# Reissita
Reissita là một chi bướm đêm thuộc họ Zygaenidae.

## Các loài
- Reissita simonyi (Rebel, 1899)